# ダンディーひつじ執事
「ダンディーひつじ執事」（ダンディーひつじしつじ）は、2017年8月～9月に、NHKの音楽番組『みんなのうた』で放送された楽曲。作詞・作曲：SHUN、歌：藤澤ノリマサ。